# 鳥の海

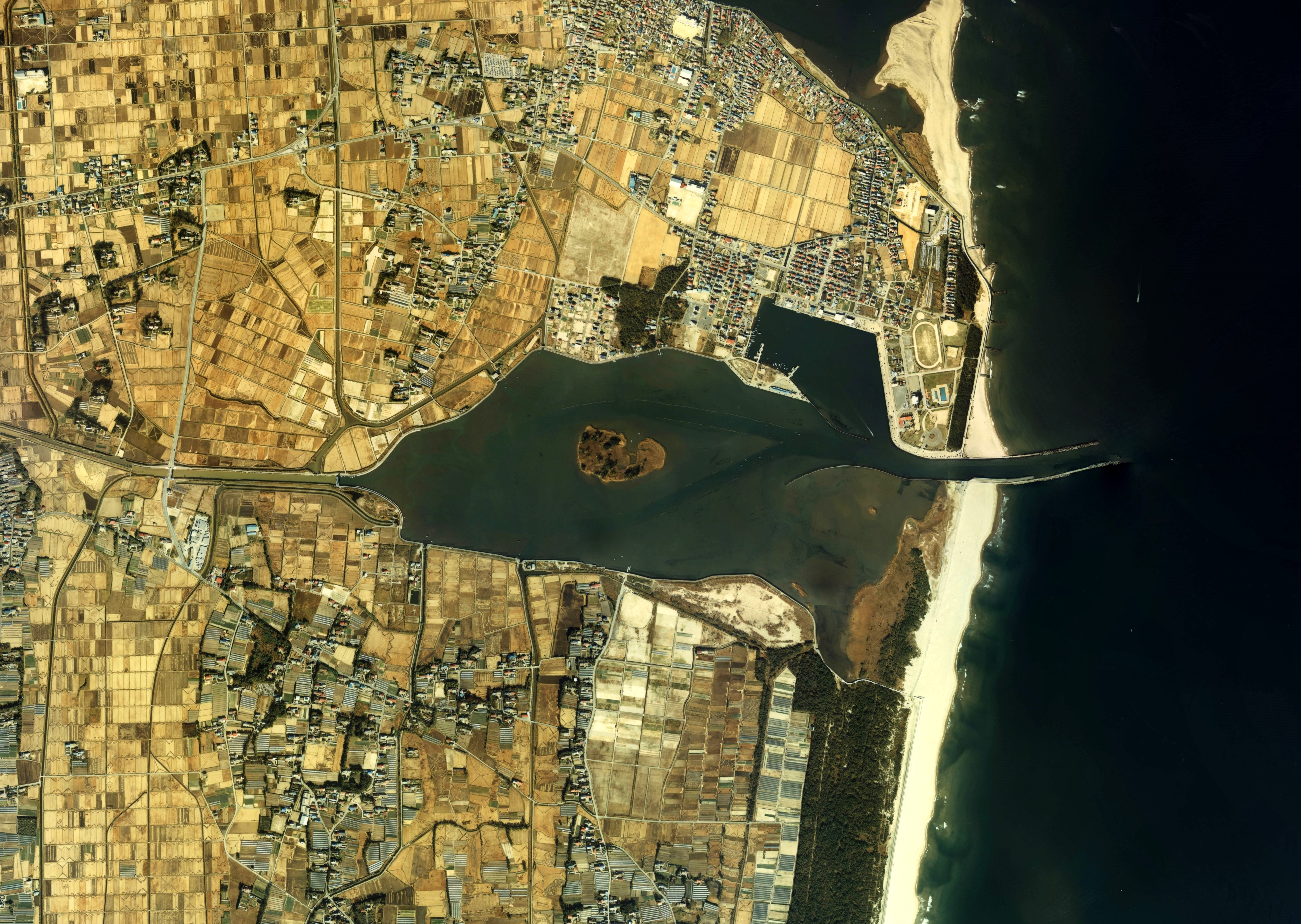
鳥の海周辺の空中写真。1984年撮影の8枚を合成作成。。

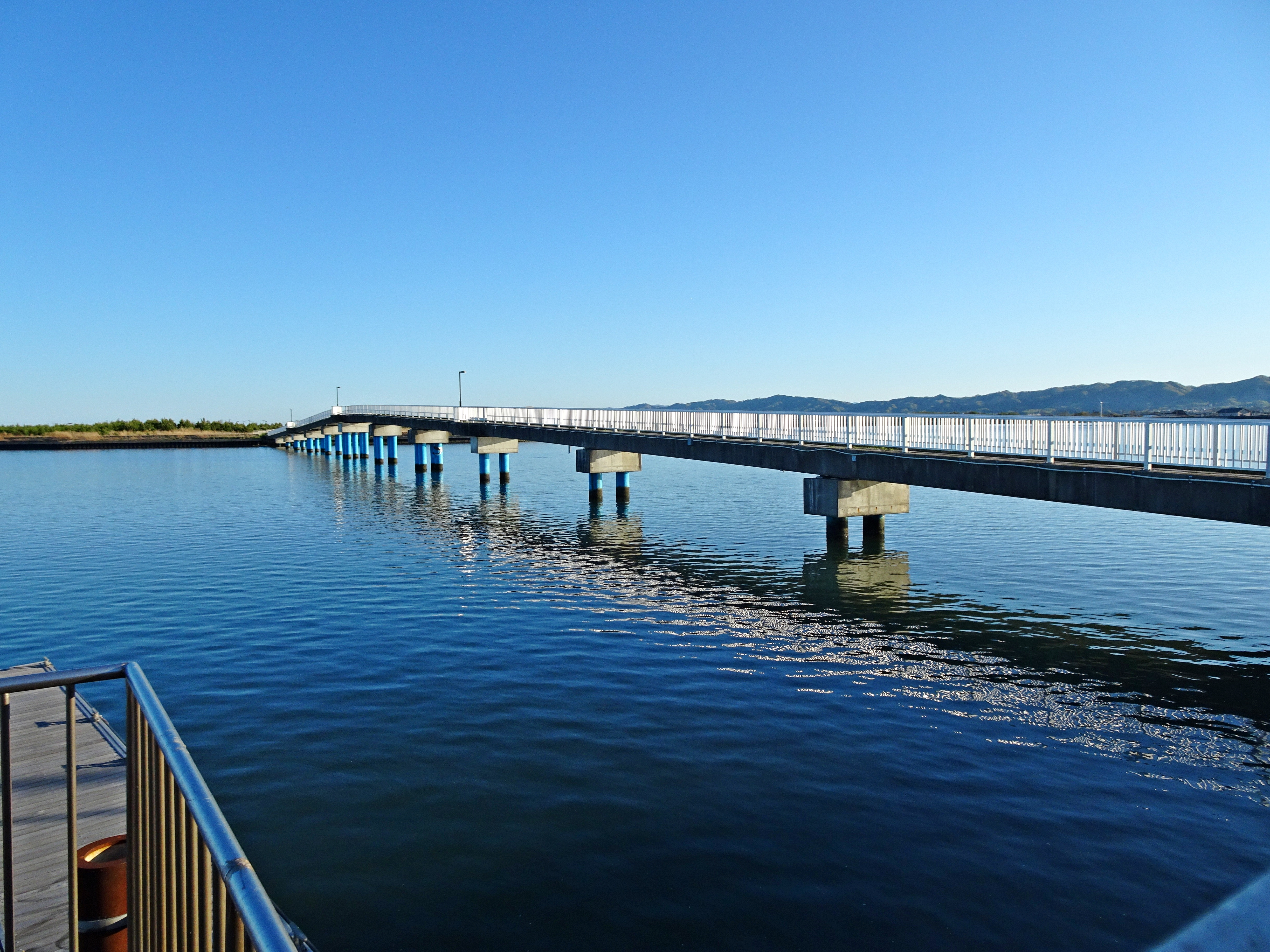
鳥の海橋（亘理町）

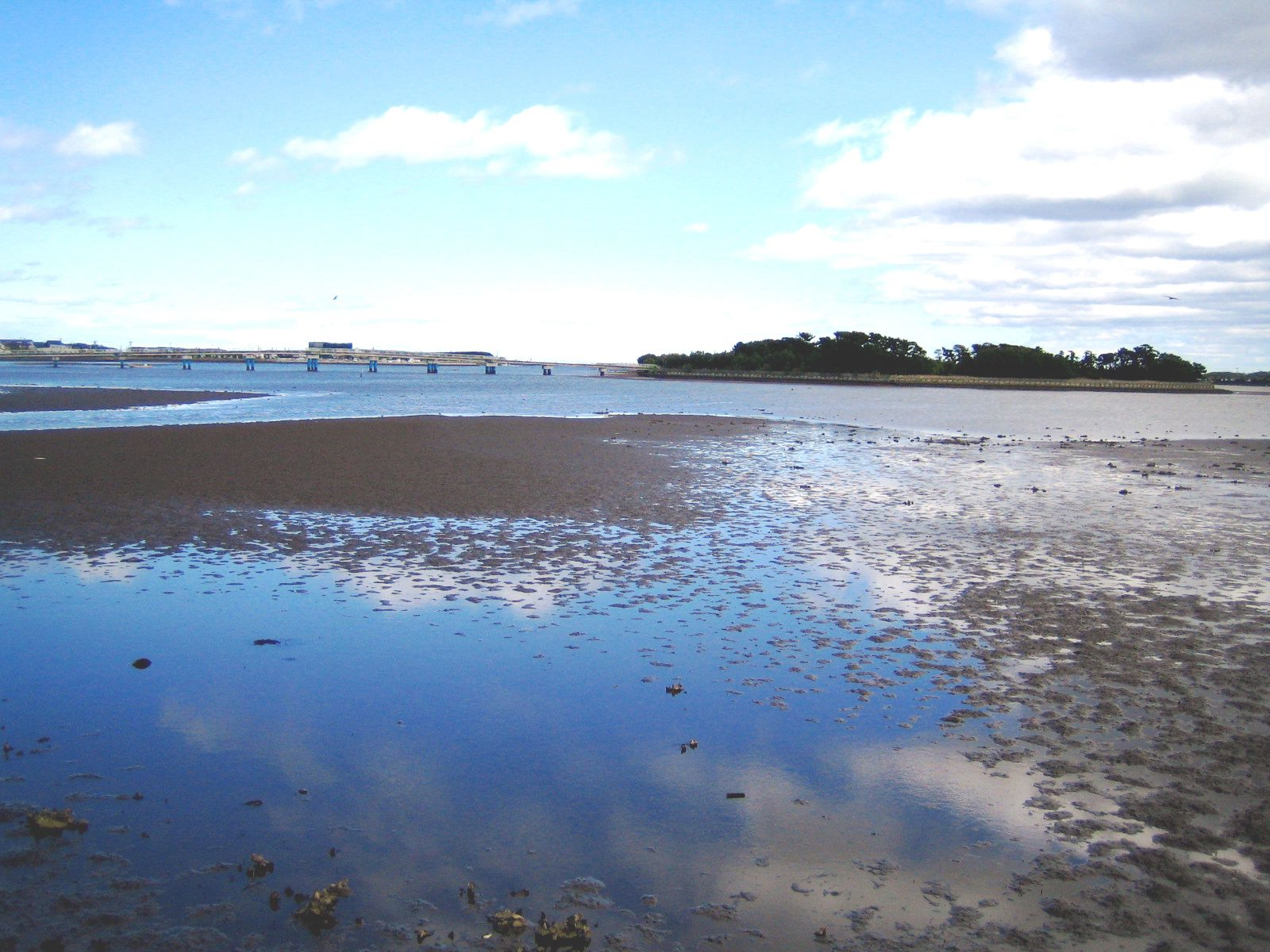
鳥の海

鳥の海（とりのうみ）は、宮城県亘理郡亘理町の太平洋岸に位置する汽水湖である。

## 概要
阿武隈川河口の南側に位置し、古代の阿武隈川旧河口跡が堆積によってせき止められて生成された内湾状の汽水湖（潟湖）である。仙台湾沿いに散在する小湖沼群の中では最大。東西幅2.3km、南北幅1.2kmである。淡水は、仙台平野（亘理平野）の水田地帯を潤す鎧川排水路などの複数の用水路から供給され、海水は短い水路で繋がる太平洋より潮の干満に合わせて出入りする。水深がごく浅い（1 - 3m程度）ため、湖岸全周に渡る堤防沿いと、湖中央にある浮島の「蛭塚」東側は、大潮の際には干潟となる。干潟ではアサリなどの潮干狩りができたが、東日本大震災以降中止している。
餌となる魚介類が豊富なことから渡り鳥や海鳥を主体とする野鳥の生息地となっており、地名の由来ともなっている。古くは仙台藩主伊達家の狩場であったが、現在では釣りとバードウォッチングの名所となっている。
環境省によって「日本の重要湿地500」の1つに選定された。近年は自然環境悪化が問題となっている。

### 蛭塚
湖の中央に浮かぶ面積4.38haの小島「蛭塚」（ひるづか）は、古くは「浮島塚」とも呼ばれた。近世以前は疫病患者の隔離場所に用いられていたともいう。クロマツ林や湿地帯など貴重な自然環境が残されており、保護植物のハマサジの群落もある。公園として整備され、北岸から歩道橋「マリンレインボーブリッジ」が通じるが、自然保護のため日中のみ通行可能であり、またペットの持ち込みが禁止されている。

## 周辺
湖の北岸には「荒浜漁港」がある。また、その背後地に港町の「荒浜」がある。荒浜漁港は水深の浅い鳥の海の中にあるため、大型漁船の航行が困難であり、小型漁船による沿岸漁業が中心となっている。茹でたサケの切り身とイクラを用いた伝統料理の「はらこ飯」や、特産のホッキ貝を使った「ホッキめし」が有名である。また、毎年秋の宮城県高校陸上駅伝大会の時のスタート・ゴール地点となっている。
湖の東側の太平洋岸には「荒浜海水浴場」がある。海に繋がる水路の北側にあり、消波ブロックと防波堤に囲まれている。仙台湾南部は夏季に波が荒いため、消波施設がない場所での遊泳は禁止である。砂浜と鳥の海との間には、津波対策用の高い防潮堤がある。また、週末を中心にモーターパラグライダー愛好者が集まり、吉田浜から防風林の上空を飛んでいる。

### 鳴き砂
2006年11月、仙台市の明成高等学校の調査チーム、および、ある個人が別々に荒浜（砂浜海岸）に鳴き砂が広がっていることを発見した。調査により、汽水湖河口（水路）より南側に広がる吉田浜の海岸線約3kmに渡って、日本国内最大規模の鳴き砂地帯が広がっていることが確認された。
仙台湾の南部は、南から北に向かって流れる潮流が強いため、特に降雨により濁った阿武隈川の水は河口より北側に流れる。そのため、河口北側に鳴き砂が見られないのに対し、河口南側の吉田浜には見られると説明されている。

### サーフィン
湖の東側の太平洋岸の砂浜海岸は、「荒浜」と呼ばれるサーフスポットである。鳥の海が海と繋がっている水路を挟んで北と南にサーフスポットが分かれる。水路から外洋方向に延びている防波堤と南東方向から来るうねりとの関係で、水路の南北で波高に大きな違いがある。北側は、防波堤によってうねりが遮られ、全般に波高が低い。また、防波堤と消波ブロックに囲まれた荒浜海水浴場部分では、波が小さく整っているため、初心者には最適な練習場となっている。他方、南側（吉田浜）はうねりが直接入り、かつ、防波堤の反射波との合成で波高が大きい。

## アクセス
- JR常磐線亘理駅から町民乗合自動車「さざんか号」荒浜線の「鳥の海停留所」を下車[3]。
- 常磐自動車道・仙台東部道路亘理ICから自動車で15分[3]。